# Manfred Schidlowski

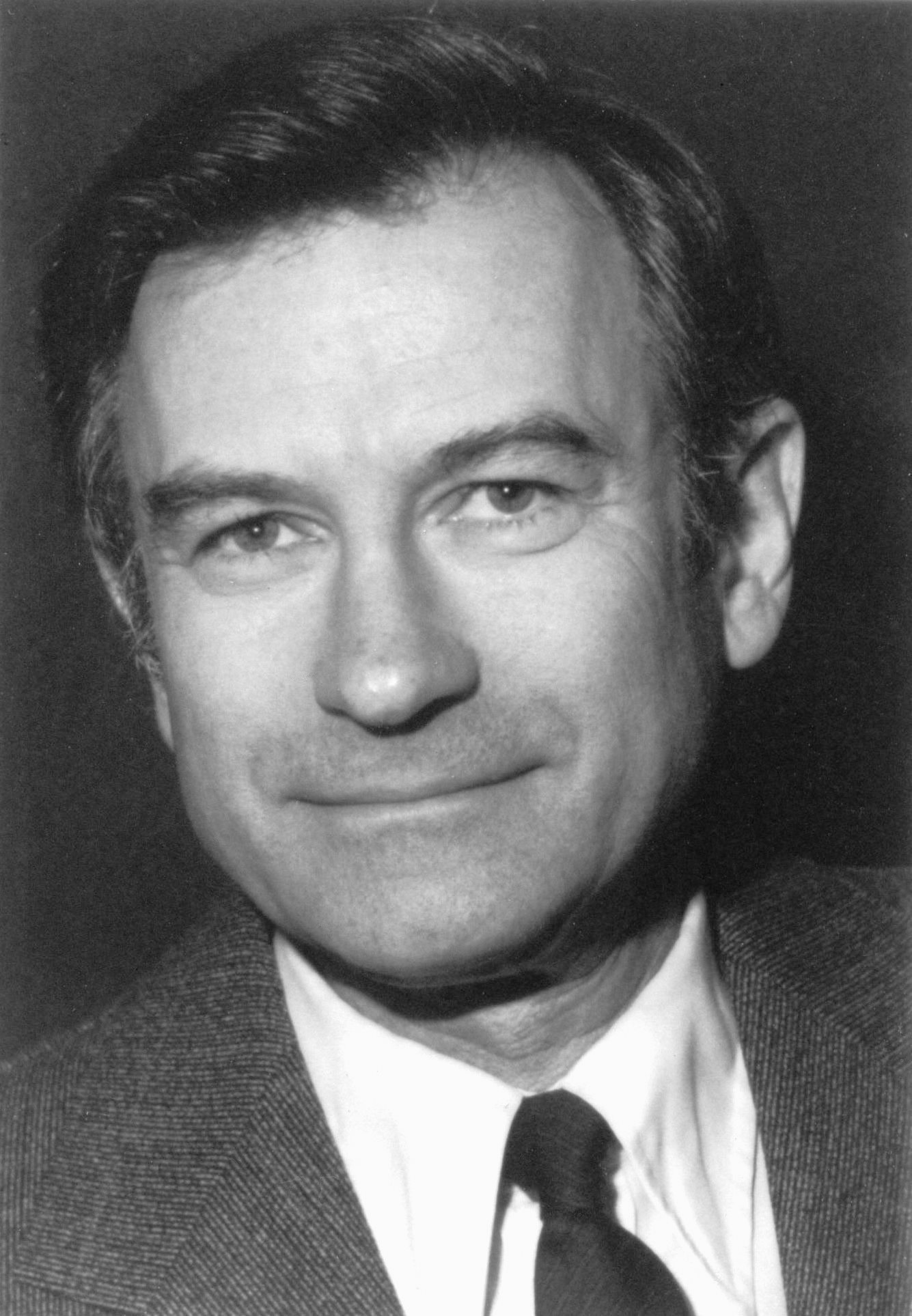
Manfred Schidlowski, 1983

Manfred Schidlowski (* 13. November 1933 in Stettin; † 3. Oktober 2012 in Altusried) war ein deutscher Geochemiker. Er war Professor am Max-Planck-Institut für Chemie (Otto-Hahn-Institut) in Mainz. Seine Forschungen beschäftigten sich mit der Biogeochemie der frühen Erde mit Schwerpunkt auf der Isotopen-Biogeochemie und dem Nachweis frühester Lebensprozesse im Präkambrium. Schidlowski gilt als Begründer dieser Forschungsrichtung in Deutschland und prägte die internationale Forschung zur Isotopen-Biogeochemie präkambrischer Sedimente über mehr als zwei Jahrzehnte. Zu Ehren von Schidlowski erschien 2005 eine Sonderausgabe der Zeitschrift Precambrian Research.

## Biografie und wissenschaftliches Wirken
Manfred Schidlowski wurde am 13. November 1933 in Stettin geboren. Seine Familie verließ während des Zweiten Weltkriegs seine Heimat und zog nach Greifswald. Von 1952 bis 1955 studierte er an der Humboldt-Universität zu Berlin und ab 1956 an der Freien Universität Berlin, wo er mit einem „Beitrag zur Geologie des Ostalpins zwischen kleinem Walsertal und oberem Lech“ 1961 promovierte. Nach der Promotion forschte er in Südafrika zunächst als Postdoktorand an der Universität Pretoria, dann als Minengeologe für die Anglo-Transvaal Consolidated Investment Co. Ltd. in der Loraine Goldmine in Allanridge im Oranje-Freistaat. In Südafrika lernte er 1962 seine zukünftige Frau Ingrid Piegler (* 16. April 1935 in Schleiz/Thür.) kennen, eine Urenkelin von Heinrich Gottfried Piegler, die er 1964 heiratete. Aus der Ehe sind drei Töchter hervorgegangen.
Er arbeitete an der Mineralogie der goldhaltigen Witwatersrand-Abfolge. Die Entdeckung detritischer Pyrite und Uraninite sowie des in diesen Schichten häufig vorkommenden kohligen Materials begründete sein wissenschaftliches Interesse an der frühen Evolution der Erde und lieferte die Daten für seine erste Publikation 1965 in Nature.
1963 kehrte Schidlowski nach Deutschland zurück, um in der Gruppe von Paul Ramdohr in Heidelberg an den Erzen der Witwatersrand-Abfolge zu arbeiten. Hier wurde die Idee einer Beziehung zwischen dem Vorhandensein von detritischem Pyrit und dem Sauerstoffgehalt der Erdatmosphäre geboren. Er verbrachte die Jahre 1965-1967 an der Universität Göttingen. Die Beweise für einen biologischen Ursprung des kohlenstoffhaltigen Materials in den Witwatersrand-Sedimenten wurden in dieser Zeit durch Kohlenstoff-Isotopenuntersuchungen in Zusammenarbeit mit Jochen Hoefs gefestigt. Anschließend habilitierte sich Schidlowski an der Ruprecht-Karls-Universität Heidelberg. Im Jahr 1969 wechselte er an das neu gegründete Institut für Luftchemie am Max-Planck-Institut für Chemie in Mainz. Dessen Direktor, Christian Junge, schickte ihn mit einer großen Probenahmekampagne zurück nach Südafrika. Im Mittelpunkt standen die Karbonate der frühen Erdgeschichte als Archive der Ozean-Atmosphären-Entwicklung. Darunter befanden sich Karbonate der Lomagundi-Abfolge aus Rhodesien (heute Simbabwe) mit ihrer ungewöhnlich positiven Kohlenstoffisotopie. Zunächst als lokales Phänomen eingestuft, wurde schnell klar, dass es sich um ein globales Phänomen handelt, eine der massivsten Veränderungen im globalen Kohlenstoffzyklus. Seine Veröffentlichung aus dem Jahr 1976 zu diesem Thema (Schidlowski et al., Geochim. Cosmochim. Acta 40: 449-455) wird im Jahr 2012 noch mehrfach zitiert. Mit dem Wechsel an das Max-Planck-Institut wurden die Weichen für Schidlowskis weitere wissenschaftliche Laufbahn gestellt: die Erforschung des Erdsystems im Präkambrium. Die Zeit in Mainz wurde unterbrochen durch Aufenthalte an der Harvard University, der University of California Los Angeles und dem Weizmann-Institut in Rehovot, Israel.
Von 1979 bis 1989 war er Vorsitzender des von der UNESCO geförderten IGCP-Projekts 157 (Early Organic Evolution and Mineral and Energy Resources). Er knüpfte enge Kontakte zu geologischen und geochemischen Forschungszentren wie den Instituten der Akademie der Wissenschaften der UdSSR, der Academia Sinica (Lanzhou, Peking). Seit 1996 war er Mitglied des Exobiologie-Wissenschaftsteams der Europäischen Weltraumorganisation (ESA).
Er verbrachte sein wissenschaftliches Leben mit der Erforschung der Entwicklung der Erdatmosphäre, des Ozeans und des Lebens auf der frühen Erde. 1998 ging er in den Ruhestand und befasste sich auch mit Geschichte. Er verfasste mehr als 100 wissenschaftliche Arbeiten in Fachzeitschriften und Buchkapiteln sowie Sonderbände und Bücher zum Thema der frühen Entwicklung des Erdsystems. Im Jahr 2005 zog er mit seiner Frau nach Altusried. Hier verstarb er am 3. Oktober 2012. Sein geschichtliches Werk, ein Drama über Lenins Ende, erschien posthum.

## Schidlowski-Prinzip
Schidlowski fand als erster heraus, dass biochemische Prozesse (z. B. Photosynthese) das Verhältnis der Isotope von Kohlenstoff verändern. Das Schidlowski-Prinzip besagt nun, dass wenn zwei Sedimentgesteine das gleiche Isotopenverhältnis von Kohlenstoff haben, ähnliche biochemische Prozesse zu Grunde liegen. Später wurde dieses Prinzip durch Schidlowski und andere auch auf die Isotope des Schwefels angewendet.

## Publikationen
- Manfred Schidlowski: Search for Morphological and Biogeochemical Vestiges of Fossil Life in Extraterrestrial Settings: Utility of Terrestrial Evidence. In: Horneck G., Baumstark-Khan C. (eds) Astrobiology. Springer, Berlin, Heidelberg 2002, S. 373–386.
- M. Schidlowski: A 3,800-million-year isotopic record of life from carbon in sedimentary rocks. In: Nature. Band 333, 1988, S. 313–318, doi:10.1038/333313a0.
- B. Nagy, R. Weber, J.C. Guerrero, M. Schidlowski: Developments and Interactions of the Precambrian Atmosphere, Lithosphere and Biosphere. 1. Auflage. Elsevier, Amsterdam 1983, ISBN 978-0-444-42240-8.
- M. Schidlowski: ''Lenin in Gorki: Drama in zwei Aufzügen.'' Berlin: Dt. Literaturges., 2013, ISBN 978-3-86215-307-7.